# Stazione di Ashtown
La Ashtown railway station è una stazione ferroviaria per treni pendolari che fornisce servizio ad Ashtown, un sobborgo di Dublino. Fu aperta nel 1847 come fermata privata per gli interessati alle gare di equini presso il demolito Phoenix Park Racecourse. Fu aperta quindi interamente il 1º agosto 1902, per essere chiusa nel 1934 salvo essere riaperta brevemente nel 1979 per la visita del papa Giovanni Paolo II, in modo da favorire l'approdo di pellegrini per la messa ad aria aperta di Phoenix Park.
Fu riaperta completamente l'11 gennaio 1982 e passò sotto il controllo della Iarnród Éireann nel 1986. È stata recentemente aperta un'ulteriore stazione nei pressi di Ashtown, chiamata Navan Road Parkway railway station che non comprometterà il ruolo di quella già esistente. Fornisce servizio per il Commuter e per la DART.

## Servizi
- Servizi igienici
- Capolinea autolinee
- Biglietteria a sportello
- Biglietteria self-service
- Distribuzione automatica cibi e bevande